# Emil Naumann
Emil Naumann   (Berlín, 8 de setembre de 1827 - Dresden, 23 de juny de 1888) va ser un compositor i músic d'església alemany.

## Biografia
Emil Naumann era fill del metge Moritz Naumann (1798–1871) i net del director de la banda Johann Gottlieb Naumann. La seva germana era la cantant i compositora Ida Naumann, casada; Ida Becker (1832–1897).
Després d'estudiar música a Frankfurt del Main, va ser alumne de Felix Mendelssohn Bartholdy al Conservatori de Leipzig de 1842 a 1844. El 1850 va ser nomenat director musical de l'església de la cort a Berlín, succeint a Otto Nicolai. En aquest paper va publicar l'obra "Über die Einführung des Psalmengesangs in die evangelische Kirche" el 1856. Naumann va publicar els "Salms per a tots els diumenges i festius de l'any de l'església protestant", composts per al cor de la catedral reial pel rei Federico Guillermo IV, en tres volums. Des de 1873 va ensenyar al Conservatori de Dresden. Un dels seus estudiants allà va ser Georg Pittrich (1870–1934). Naumann va morir a Dresden el 1888 i hi va ser enterrat al cementiri de la Trinitat.
Els seus escrits teòrics musicals també inclouen "Die Tonkunst in der Culturgeschichte" (2 parts, ambdues 1869) i "Illustrierte Musikgeschichte" (2 parts, totes dues de 1885).

## Obra
Obres escèniques
- Die Mühlenhexe (La bruixa del molí), òpera còmica en 4 actes, llibret del compositor, Berlín 1862
- Loreley, gran òpera romàntica, llibret d'Otto Roquette, Berlín 1889

Obres corals
- Christus der Friedensbote, (Crist missatger de la pau), oratori (estrena Dresden 1848, Sing-Akademie zu Dresden)[2]
- Der Herr ist König, (El Senyor és Rei) (Salm 93) op. 18 (Berlín 2003)
- Die Himmel erzählen die Ehre Gottes, (Els cels diuen la glòria de Déu) (Salm 19) op 17 per a cor mixt a 8 veus (Berlín 2003)
- Du Hirte Israels, höre, (Pastor d'Israel, escolta) (Salm 80) (Berlín 2003)
- Herr, der du bist vormals gnädig gewesen, (Senyor, que una vegada va ser misericordiós) (Salm 85) op 19 (Berlín 2003)
- Herr, unser Herrscher , (Senyor nostre governant) (Salm 8) (Berlín 2003)